# Faculté de génie civil de l'université de Belgrade
La faculté de génie civil de l'université de Belgrade (en serbe cyrillique : Грађевински факултет Универзитета у Београду ; en serbe latin : Građevinski fakultet Univerziteta u Beogradu) est l'une des 31 facultés de l'université de Belgrade, la capitale de la Serbie. Elle a été fondée en 1846. En 2013, son doyen est le professeur Dušan Najdanović.

## Histoire

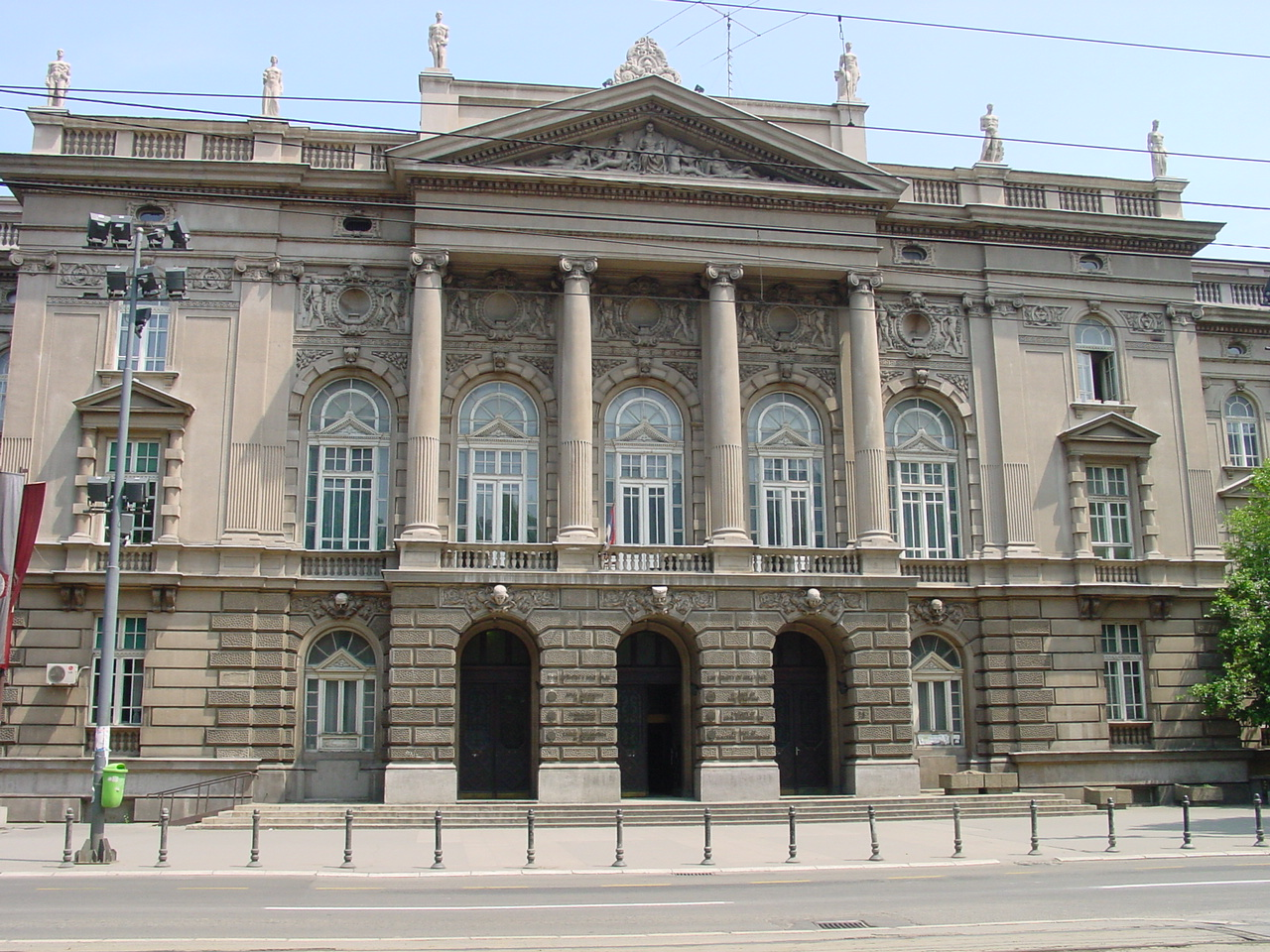
Le bâtiment de la faculté

## Organisation
La faculté est divisée en 8 départements :
- Département des matériaux et des structures[5] ;
- Département de génie mécanique et de théorie des structures[6] ;
- Département de mathématiques, de physique et de géométrie descriptive[7] ;
- Département de géodésie et de géo-informatique[8] ;
- Département de gestion, de technologie et d'informatique appliquées au génie civil[9] ;
- Département de génie hydraulique et de génie environnemental[10] ;
- Département d'ingénierie des routes, des aéroports et des voies ferrées[11] ;
- Département de génie géotechnique.

## Quelques personnalités
- Nikola Pašić (1845-1926), ingénieur, surtout connu en tant qu'homme politique ; il a été maire de Belgrade et plusieurs fois chef de gouvernement au temps du royaume de Serbie et du royaume des Serbes, Croates et Slovènes ;
- Nikola Hajdin (né en 1923), ingénieur civil, président de l'Académie serbe des sciences et des arts, membre du département des sciences techniques ;
- Milutin Mrkonjić (né en 1942), homme politique, ancien ministre des Infrastructures, ministre des Transports ;
- Milan Đurić, ingénieur ; entre autres, a réalisé le pont de Gazela ;
- Ljubomir Jeftović, ingénieur ; il a participé à la réalisation du Nouveau pont ferroviaire, à Belgrade.